# Линкълн (окръг, Оклахома)
Вижте пояснителната страница за други значения на Линкълн.
Окръг Линкълн (на английски: Lincoln County) е окръг в щата Оклахома, Съединени американски щати. Площта му е 2502 km², а населението – 32 080 души (2000). Административен център е град Чандлър.